# Дахнахалил
Дахнахали́л (азерб. Dəhnəxəlil) — село в Агдашском районе Азербайджана.

## Этимология
Название села происходит от рода Халиллы и слова «дахна» (водоспуск). В переводе на русский — село Халиллы, расположенное на водоспуске.

## История
Первые упоминания села датированы концом XIX века.
Село Дегне-Халил в 1913 году согласно административно-территориальному делению Елизаветпольской губернии относилось к Агджа-Язинскому сельскому обществу Арешского уезда.
В 1926 году согласно административно-территориальному делению Азербайджанской ССР село относилось к дайре Агдаш Геокчайского уезда.
После реформы административного деления и упразднения уездов в 1929 году был образован Юхарыколгатинский сельсовет в Агдашском районе Азербайджанской ССР.
Согласно административному делению 1961 года село Дахнахалил входило в Юхарыколгатинский сельсовет Агдашского района Азербайджанской ССР. С 1971 года село Дахналил приобрело свой сельсовет, куда и вошло.
В 1999 году в Азербайджане была проведена административная реформа и был учрежден Дахнахалилский муниципалитет Агдашского района.

## География
Через село протекает река Турианчай, а также Правобрежный турианчайский коллектор и Верхне-Ширванский оросительный канал.
Село находится в 7 км от райцентра Агдаш и в 242 км от Баку. Ближайшая ж/д станция — Ляки.
Высота села над уровнем моря — 74 м.

## Население
| Численность населения | Численность населения | Численность населения |
| 1886                  | 1979                  | 1999                  |
| --------------------- | --------------------- | --------------------- |
| 297                   | ↗680                  | ↗1280                 |

## Климат
| Показатель                                             | Янв. | Фев. | Март | Апр. | Май  | Июнь | Июль | Авг. | Сен. | Окт. | Нояб. | Дек. | Год  |
| ------------------------------------------------------ | ---- | ---- | ---- | ---- | ---- | ---- | ---- | ---- | ---- | ---- | ----- | ---- | ---- |
| Средний суточный максимум, °C                          | 6,9  | 8,1  | 12,4 | 20,4 | 25,4 | 29,8 | 33,3 | 32,1 | 27,9 | 20,9 | 14,1  | 9,1  | 20   |
| Средняя температура, °C                                | 2,9  | 4,1  | 7,9  | 14,6 | 19,5 | 23,9 | 27   | 25,9 | 22   | 15,8 | 9,9   | 5,1  | 14,9 |
| Средний суточный минимум, °C                           | −1   | 0,1  | 3,5  | 8,8  | 13,6 | 18   | 20,8 | 19,8 | 16,2 | 10,7 | 5,8   | 1,1  | 9,8  |
| Норма осадков, мм                                      | 25   | 31   | 36   | 43   | 59   | 44   | 24   | 27   | 28   | 57   | 34    | 27   | 435  |
| Источник: https://en.climate-data.org/location/955036/ |      |      |      |      |      |      |      |      |      |      |       |      |      |

Среднегодовая температура воздуха в селе составляет +14,9 °C. В селе семиаридный климат.

## Инфраструктура
В селе расположена средняя школа имени Р. Мамедова. Указом Президента Азербайджанской Республики, в селе начато строительство 34-километровой автомобильной дороги «Колгаты-Дахнахалил-Кошаковаг-Арабоджагы».